# Kristýna Kociánová
Kristýna Kociánová (* 11. března 1985 Nový Jičín) je česká divadelní a filmová herečka.

## Životopis
Vystudovala Janáčkovu konzervatoř v Ostravě obor hudebně dramatický pod vedením Marie Logojdové.
Po škole působila v Divadle Petra Bezruče v Ostravě. Mezi lety 2005 až 2014 byla v angažmá v Klicperově divadle v Hradci Králové, kde ztvárnila velké množství divadelních rolí jako např. Zuzanu ve Světácích, Lucy v Žebrácké opeře, Rampepurdu v Bylo nás pět a nebo Labuť ve hře Labutí jezero. Působí v Praze na volné noze a spolupracuje s divadelní společností Háta a Pantheon.
V době studií si zahrála v televizním filmu Trosečníci režiséra Tomáše Krejčího. Hrála v televizních seriálech jako například Přístav, Ordinace v růžové zahradě, Krejzovi nebo Slunečná, kde ztvárnila Eriku.
Kromě divadelní a televizní tvorby se věnuje také moderování, dabingu, hlasovým reklamám, rozhlasu a namlouvání audioknih.
Mezi její záliby patří zpěv, tanec, vaření, kreslení, hory, literatura a auto.

## Filmografie

### Film
- 2016 Dukát černé paní – role Eva
- 2018 Teambuilding – role uklízečka
- 2018 Pepa – role Maminka

### Seriál
- 2002 Bůh ví… – role dcera
- 2006–2014 Ordinace v růžové zahradě – sestřička Mirka Grigová
- 2008 Proč bychom se netopili
- 2012 Helena – role Milada
- 2012 Ententýky – role Arnoštka Veselá
- 2014 Případy 1. oddělení
- 2015 Doktor Martin – role Tereza Mašková
- 2015 Přístav – role Ivana Braunová
- 2017 Rapl – role ředitelka
- 2018–2019 Krejzovi – role Sabina
- 2020 Slunečná – Erika (TV seriál)